# Joseph Schweig
Joseph Schweig (* 3. Februar 1850 in Bretzenheim, Rheinland; † 1. September 1923 in Weißwasser, Oberlausitz) war ein deutscher Glasindustrieller und Politiker.

## Leben
Schweig, der jüdischen Glaubens war, wurde 1850 in Bretzenheim an der Nahe geboren. Er war das Kind wohlhabender Eltern. Sein Vater, Benedikt Schweig, war im Frucht- und Weinhandel zu einigem Wohlstand gekommen. Joseph besuchte das Gymnasium in Bad Kreuznach. Er war Soldat im Deutsch-Französischen Krieg 1870/71. Danach machte er eine Ausbildung im kaufmännischen Bereich in Hamburg. Dort lernte er seine Frau Henrietta Nathanson (* 4. Januar 1848), eine Kaufmannstochter, kennen.
Am 1. April 1881 zog Joseph Schweig mit seiner Familie nach Weißwasser, das zu diesem Zeitpunkt ca. 1.000 Einwohner hatte. Zunächst arbeitete er in den Braunkohlenwerken Weißwasser seines Schwagers Emil Mayer, die dieser für 30 Jahre gepachtet hatte. 1889 gründete er mit seinem Schwager die Oberlausitzer Glaswerke J. Schweig & Co. Zunächst produzierte die Firma Medizin- und Bonbongläser. Ab 1891 wurde die Produktion auf Glasröhren und Glühlampen ausgedehnt. Die Produktion konnte in der Folgezeit zunehmend ausgedehnt werden und es kamen weitere Werke hinzu. Bereits 1899 hatte Schweig die Neuen Oberlausitzer Glashüttenwerke Joseph Schweig & Co gegründet. Das Werk, das sich auf die Produktion von elektrischen Glühlampen konzentrierte, war nach Ansicht der Zeitgenossen stark überdimensioniert. Die Entwicklung gab ihm jedoch nach wenigen Jahren recht. Schweig kam dadurch zu einigem Wohlstand. 1905 brachte er die 1899 gegründete Firma in eine Aktiengesellschaft unter Führung der AEG. Hierbei begann auch die Zusammenarbeit mit Paul Mamroth von der AEG, die bis zu seinem Tod andauerte. 
1894 unterstützte Schweig den Bau des Elektrizitätswerks durch eine finanzielle Zuwendung. 1910 gab er der Stadt 10.000 Mark, damit diese ein Rathaus bauen konnte. 1922 stiftete er den Glasmacherbrunnen am Bahnhof zum Andenken an die Gefallenen im Ersten Weltkrieg. Der Brunnen wurde 1978 abgerissen und 2002 wieder aufgebaut.
1898 zog die größer gewordene Familie in eine Villa. Aus der Ehe mit Henrietta Schweig (1848–1903) gingen die Kinder Hedwig (1878–1962), Martin (1880–1913), Sophie (1883–1913) und Bruno (1896–1986) hervor. 
Schweig war in Weißwasser und darüber hinaus auch kommunalpolitisch tätig. Bereits 1885 wurde er in die Gemeindevertretung gewählt. In dieser Tätigkeit blieb er bis 1923. Dabei hatte er verschiedene Funktionen inne. 1914 war er Bürgermeister der Stadt Weißwasser. Als Vorsitzender der Friedhofsdeputation leitete er 1909 die Einrichtung eines neuen Friedhofs. Durch einen Vertrag mit der Gemeinde wurde sichergestellt, dass die Bestattung von jüdischen Bürgern möglich wurde. Damit schloss er ein Projekt ab, das 1903 mit dem Kauf eines Geländes zur Errichtung eines jüdischen Friedhofareals begonnen hatte.
Joseph Schweig war auch ehrenamtlich in verschiedenen Vereinen tätig. Er gründete unter anderem den Haus- und Grundbesitzverein, den Invalidenverein und den Obst- und Gartenbauverein. Die Freiwillige Feuerwehr von Weißwasser ernannte ihn zum 1. Brandmeister.
Am 20. Dezember 1918 war er Gründungsmitglied der DDP, die vor Ort mit der SPD zusammenarbeitete. Schweig stand auf dem Boden der Weimarer Verfassung. Mehrfach war er antisemitischen Angriffen ausgesetzt. Beispielsweise wurde er durch den Reichstagsabgeordneten Friedrich Hegenscheidt im Wahlkampf 1911/12 heftig attackiert mit den Worten: „Herr Schweig gehört nicht zum deutschen Volk“. Sein Ansehen in der Bevölkerung war sehr hoch. Als er am 1. September 1923 starb, sollen 4.000 Menschen an der Beerdigung teilgenommen haben.

## Ehrungen
- 1992 wurde eine Straße in Weißwasser nach Joseph Schweig benannt.
- Am 27. September 2006 wurde Joseph Schweig Ehrenbürger der Stadt Weißwasser.
- Im Oktober 2010 wurde sein Grab in eine Ehrengrabstätte umgewandelt.